# Lubor Kasal
Lubor Kasal (* 24. ledna 1958 Praha) je český básník a publicista.

## Život
Po maturitě na gymnáziu Sladkovského v Praze na Žižkově studoval dva semestry Stavební fakulty ČVUT. V roce 1984 absolvoval Pedagogickou fakultu UK v Praze. Pak byl jazykovým a nakladatelským redaktorem. Od září 1990 pracoval jako redaktor v literárním časopise Tvar, od května 1993 do konce roku 2000 byl jeho šéfredaktorem. Od ledna 2001 do března 2002 působil v dřevozpracujícím průmyslu. Od listopadu 2003 do dubna 2005 byl redaktorem internetové Postmoderní revue, kterou vydával s básnířkou Boženou Správcovou, a zároveň byl živnostníkem v oboru nakladatelství. Od dubna 2005 do konce roku 2012 byl opět šéfredaktorem Tvaru. Nyní je podnikatel. Žije střídavě v Praze-Strašnicích a v Jindřichově Hradci.
Časopis A2 zařadil jeho knihu Jám do českého literárního kánonu po roce 1989, tedy do výběru nejdůležitějších českých knih v období třiceti let od sametové revoluce.

## Dílo

### Beletrie
- Dosudby, Mladá fronta, 1989 — sbírka básní (ilustrace Pavel Novák)
- Vezdejšina, Protis, 1993 — sbírka básní
- Hlodavci hladovci, Horizont, 1995 — sbírka básní (ilustrace Vladimír Kokolia)
- Jám, Petrov, 1997 — básnická skladba
- Hladolet, Petrov, 2000 — básnická skladba
- Bláznův dům, Host, 2004 — sbírka básní (ilustrace Kateřina Piňosová)
- Orangutan v továrně, Dybbuk, 2008 — básnická skladba (ilustrace Nikola Čulík)
- Dvanáct. Pocta Alexandru Blokovi, Druhé město, 2011 — poema (ilustrace Ivan Matoušek)

### Překlad (přebásnění)
- Ivo Frbežar: Kamenuj kamenné…, Volvox Globator, 1997 — sbírka básní současného slovinského autora
- Alexandr Blok: Dvanáct, Trigon, 2016 — poema klasika ruské poezie